# El oficinista
El oficinista (novela de Guillermo Saccomanno) es la una novela de Guillermo Saccomanno, escritor argentino nacido en Buenos Aires en 1948. La novela fue premio Biblioteca Breve 2010 de Seix Barral. El jurado del premio estuvo compuesto por: José Manuel Caballero Bonald, Pere Gimferrer, Ricardo Menéndez Salmón, Rosa Montero y Elena Ramírez. La novela ha sido publicada España por la editorial Seix Barral de (Barcelona), siendo su primera edición en febrero de 2010. 

## Trama
En un mundo futurista y caótico que el autor no idenfica, un oficinista anónimo trata de encontrar un sentido a su vida atrapado en una rutina monótona y desquiciante. Después de enamorarse de una compañera de trabajo y mantener una breve relación con ella, su vida comienza a girar en una espiral de descontrol y locura que le hace comenzar a vivir en un mundo paralelo de fantasías. El ambiente opresivo de la ciudad no hace más que remarcar el carácter asfixiante del texto, donde el lector no tiene esperanza en la evolución del protagonista.